# Alopecosa rosea
Alopecosa rosea là một loài nhện trong họ Lycosidae.
Loài này thuộc chi Alopecosa. Alopecosa rosea được Cândido Firmino de Mello-Leitão miêu tả năm 1945.